# Kärntner Straße (Kärnten)
Die Kärntner Straße (B 83) ist eine Landesstraße in Österreich. Sie hat eine Länge von 69,2 km und führt von Klagenfurt nach Villach. Sie verbindet damit – parallel zur Süd Autobahn (A 2) – die beiden größten Städte Kärntens. Hinter Villach führt die Kärntner Straße weiter nach Italien, wo sie in die Pontebbana (SS13) übergeht.

## Verlauf
Zwischen Klagenfurt und Villach verläuft die Kärntner Straße entlang des Wörthersees. Anschließend wechselt sie ins Drau-, hinter Villach ins Gailtal, bevor sie entlang der Gailitz zwischen Karnischen Alpen und Karawanken die Staatsgrenze erreicht.

## Geschichte
Die Norische Straße diente bereits in römischer Zeit als Handelsroute zwischen Italien und der römischen Provinz Noricum, dem heutigen Österreich. Zahlreiche Funde römischer Herkunft, darunter einige Meilensteine mit Inschriften erinnern an den Ausbau der Norischen Straße unter Septimius Severus. Die einst als Norische Straße bezeichnete Straße wurde im frühen Mittelalter als Pannonische Straße, ab dem 10. Jahrhundert auch als Magyarische Straße bezeichnet. Im hohen Mittelalter setzte sich der Name Kanal-Straße durch. Die im Kanaltal verlaufende alte Poststraße wurde immer wieder durch Hochwasser, Steinlawinen und Schlammmuren beschädigt.

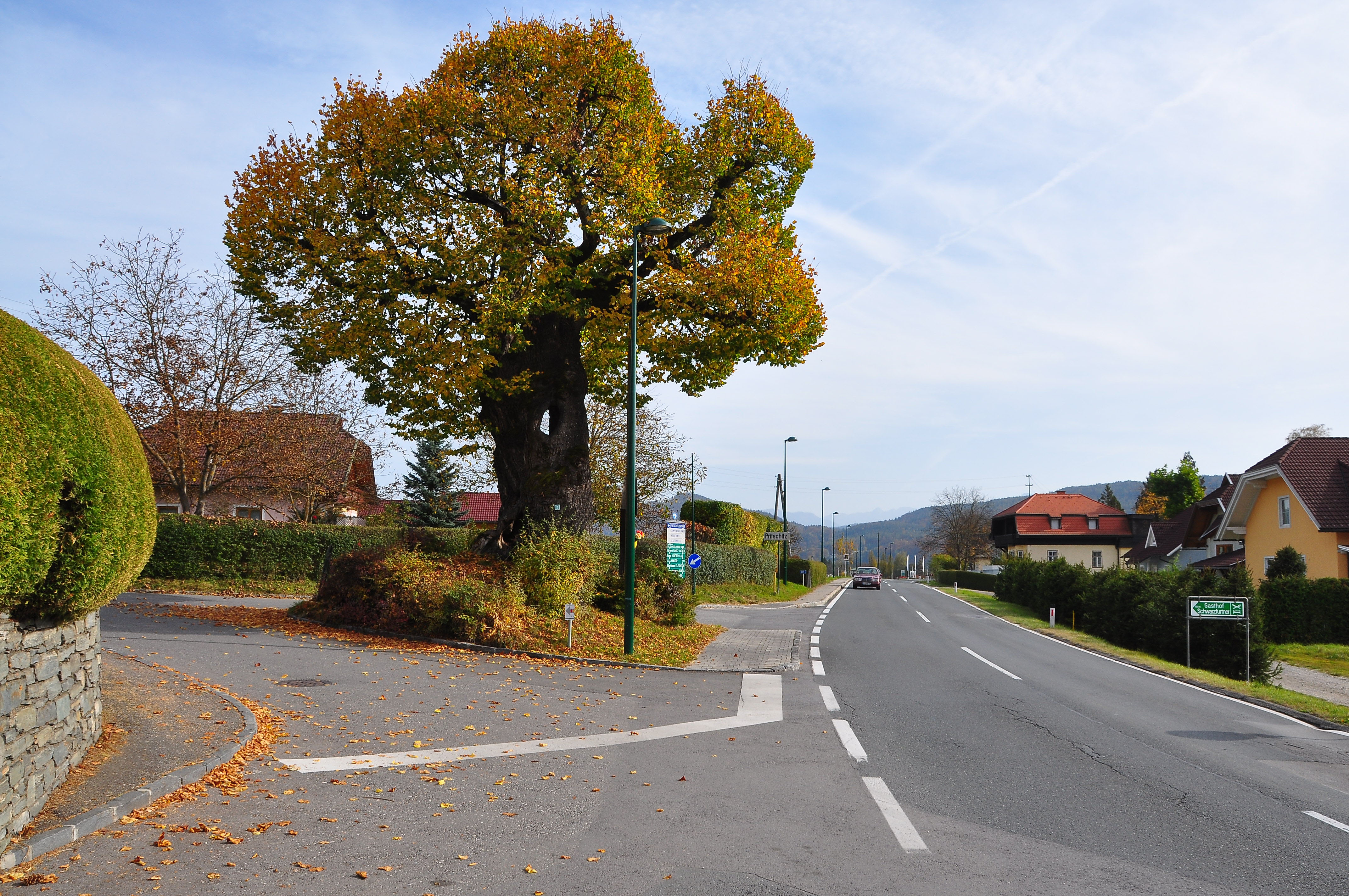
Napoleonlinde in Pritschitz, Gemeinde Pörtschach am Wörther See
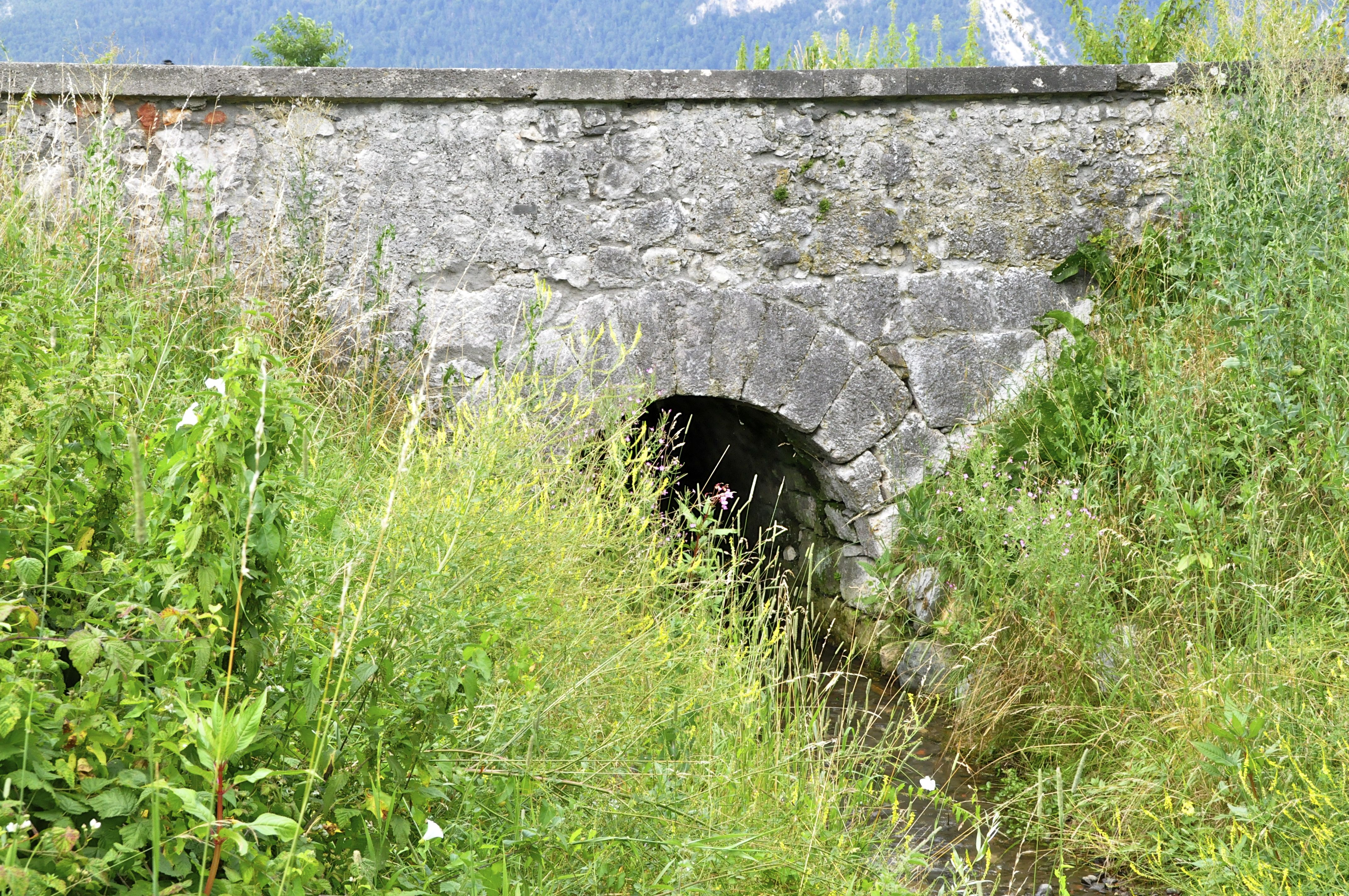
Steinbogenbrücke in Riegersdorf
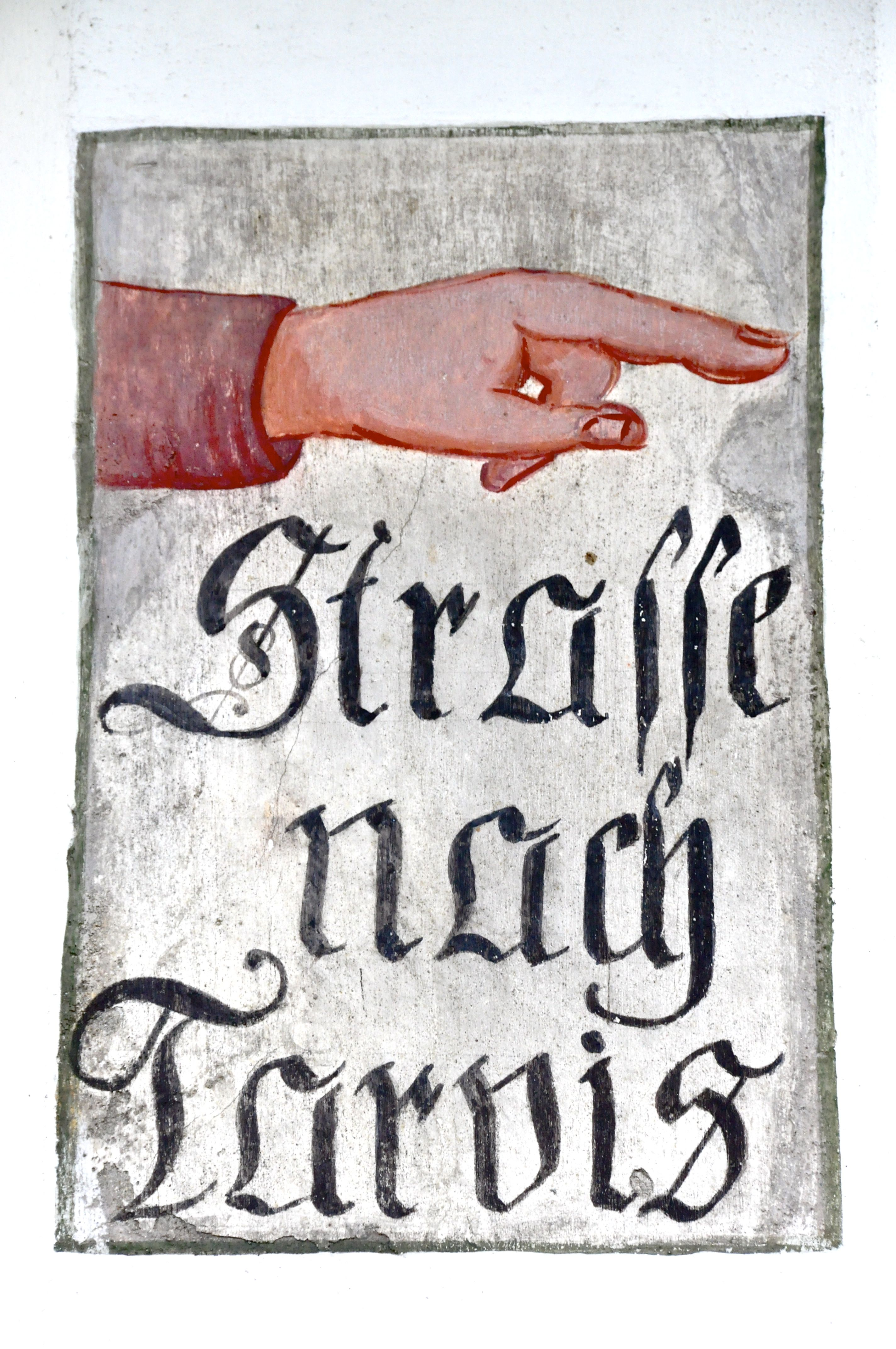
Wegweiser an der Riegersdorfer Wegkapelle
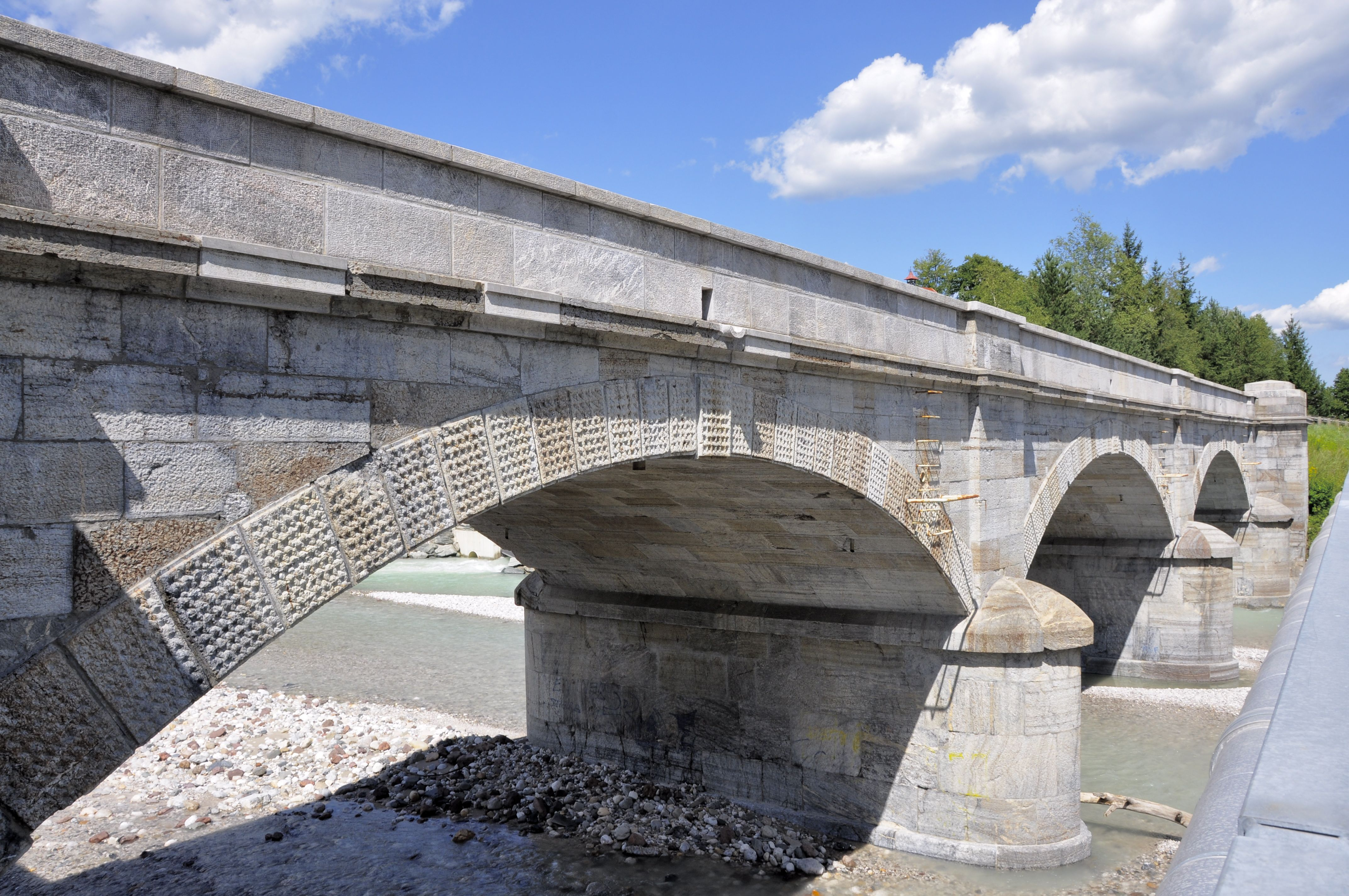
Gailitz-Brücke zwischen Arnoldstein und Hohenthurn

Die Italiener Straße gehört zu den ehemaligen Reichsstraßen, die 1921 als Bundesstraßen übernommen wurden. Bis 1938 wurde diese Strecke zwischen Wien und Tarvis durchgehend als B 10 bezeichnet, nach dem Anschluss Österreichs wurde sie bis 1945 als Teil der Reichsstraße 116 geführt. Von 1949 bis 1971 wurde die Triester Straße auf ihrer gesamten Länge als B 17 bezeichnet. Gemäß Bundesstraßengesetz von 1971 sollte die Semmering Schnellstraße S 6 die Triester Straße ersetzen. Die B 17 endete fortan in Gloggnitz, während der südliche Streckenabschnitt der Triester Straße fortan als Kärntner Straße bezeichnet wurde.
Die 1971 eingerichtete B 83 Kärntner Straße begann ursprünglich in Scheifling an der Murtal Straße und führte durch ganz Kärnten bis zur italienischen Grenze. Der Abschnitt über den Perchauer Sattel (995 m ü. A., östlich vom Neumarkter Sattel) von Scheifling bis Villach wurde 1999 Teil der Friesacher Straße (B 317). 2002 wurde sie vom Bund an das Bundesland Kärnten  als Landesstraße übertragen. 